# تصویر ذهنی ۲
تصویر ذهنی ۲ (انگلیسی: Phantasm II) فیلمی در ژانر ترسناک، علمی–تخیلی، فانتزی و اکشن است که در سال ۱۹۸۸ منتشر شد. از بازیگران آن می‌توان به جیمز لوگرو و سم فیلیپس اشاره کرد.

## خلاصه داستان
«مایک» که از یک بیمارستان روانی مرخص شده‌است، راه خود برای متوقف کردن مرد بلند شرور از انجام کارهای وحشتناکش را ادامه می‌دهد…